# Stefan Bissegger
Stefan Bissegger (Weinfelden, 13 de septiembre de 1998) es un deportista suizo que compite en ciclismo en las modalidades de pista y ruta.
Ganó una medalla de plata en el Campeonato Europeo de Ciclismo en Pista de 2018, en la prueba de scratch.
En ruta obtuvo tres medallas en el Campeonato Mundial de Ciclismo en Ruta entre los años 2019 y 2023, y cinco medallas en el Campeonato Europeo de Ciclismo en Ruta entre los años 2019 y 2023.
Participó en los Juegos Olímpicos de Tokio 2020, ocupando el octavo lugar en la prueba de persecución por equipos.

## Medallero internacional
| Campeonato Europeo | Campeonato Europeo    | Campeonato Europeo | Campeonato Europeo |
| Año                | Lugar                 | Medalla            | Competición        |
| ------------------ | --------------------- | ------------------ | ------------------ |
| 2018               | Glasgow (Reino Unido) | Medalla de plata   | Scratch            |

| Campeonato Mundial | Campeonato Mundial      | Campeonato Mundial | Campeonato Mundial              |
| Año                | Lugar                   | Medalla            | Competición                     |
| ------------------ | ----------------------- | ------------------ | ------------------------------- |
| 2019               | Yorkshire (Reino Unido) | Medalla de plata   | Ruta sub-23                     |
| 2022               | Wollongong (Australia)  | Medalla de oro     | Contrarreloj por relevos mixtos |
| 2023               | Glasgow (Reino Unido)   | Medalla de oro     | Contrarreloj por relevos mixtos |
| Campeonato Europeo |                         |                    |                                 |
| Año                | Lugar                   | Medalla            | Competición                     |
| 2019               | Alkmaar (Países Bajos)  | Medalla de bronce  | Contrarreloj sub-23             |
| 2020               | Plouay (Francia)        | Medalla de plata   | Contrarreloj sub-23             |
| 2020               | Plouay (Francia)        | Medalla de plata   | Contrarreloj por relevos mixtos |
| 2022               | Múnich (Alemania)       | Medalla de oro     | Contrarreloj                    |
| 2023               | Drenthe (Países Bajos)  | Medalla de plata   | Contrarreloj                    |

## Palmarés
2019
- 1 etapa de la New Zealand Cycle Classic
- 1 etapa del Tour de Jura
- 1 etapa del Tour de l'Ain
- 1 etapa de la Carrera de la Paz sub-23
- 3.º en el Campeonato Europeo Contrarreloj sub-23
- 1 etapa del Tour del Porvenir
- 2.º en el Campeonato Mundial en Ruta sub-23

2020
- 3.º en el Campeonato de Suiza Contrarreloj
- 2.º en el Campeonato Europeo Contrarreloj sub-23

2021
- 1 etapa de la París-Niza
- 1 etapa de la Vuelta a Suiza
- 1 etapa del Tour del Benelux

2022
- 1 etapa del UAE Tour
- Campeonato Europeo Contrarreloj

2023
- 2.º en el Campeonato Europeo Contrarreloj
- Campeonato de Suiza Contrarreloj

2024
- 2.º en el Campeonato de Suiza Contrarreloj
- 3.º en el Campeonato de Suiza en Ruta

2025
- Radsportfest Märwil
- 2.º en el Campeonato de Suiza Contrarreloj

## Resultados

### Grandes Vueltas
| Carrera | Carrera         | 2018 | 2019 | 2020 | 2021  | 2022 | 2023  | 2024  | 2025 |
| ------- | --------------- | ---- | ---- | ---- | ----- | ---- | ----- | ----- | ---- |
|         | Giro de Italia  | —    | —    | —    | —     | —    | —     | —     | —    |
|         | Tour de Francia | —    | —    | —    | 103.º | 82.º | —     | 100.º | Ab.  |
|         | Vuelta a España | —    | —    | —    | —     | —    | 117.º | —     | —    |

| —: No participó | Ab: Abandono |

### Clásicas, Campeonatos y JJ. OO.
| Omloop Het Nieuwsblad  | Omloop Het Nieuwsblad  | —   | —    | —    | —     | —     | 20.º  | 130.º | 25.º  |    |    |
| Kuurne-Bruselas-Kuurne | Kuurne-Bruselas-Kuurne | —   | —    | —    | —     | —     | —     | —     | 102.º |    |    |
|                        | Milán-San Remo         | —   | —    | —    | 103.º | —     | 145.º | —     | —     |    |    |
| E3 Saxo Bank Classic   | E3 Saxo Bank Classic   | —   | —    | X    | Ab.   | 111.º | 20.º  | 94.º  | —     |    |    |
| Gante-Wevelgem         | Gante-Wevelgem         | —   | —    | —    | 50.º  | 96.º  | 64.º  | 12.º  | 29.º  |    |    |
| A Través de Flandes    | A Través de Flandes    | —   | —    | X    | 120.º | Ab.   | Ab.   | 134.º | —     |    |    |
|                        | Tour de Flandes        | —   | —    | Ab.  | 89.º  | —     | —     | 36.º  | 19.º  |    |    |
|                        | París-Roubaix          | —   | —    | X    | 62.º  | 21.º  | —     | 26.º  | 7.º   |    |    |
| EuroEyes Classics      | EuroEyes Classics      | —   | —    | X    | X     | 44.º  | —     | 18.º  |       |    |    |
| Bretagne Classic       | Bretagne Classic       | —   | —    | —    | —     | 109.º | —     | —     |       |    |    |
| París-Tours            | París-Tours            | —   | —    | —    | —     | 90.º  | 18.º  | —     |       |    |    |
| JJ. OO. (CRI)          | JJ. OO. (CRI)          | ND  | ND   | ND   | —     | ND    | ND    | 6.º   | ND    | ND | ND |
| Mundial en Ruta        | Mundial en Ruta        | —   | —    | —    | Ab.   | Ab.   | Ab.   | —     |       |    |    |
| Mundial Contrarreloj   | Mundial Contrarreloj   | —   | —    | —    | 7.º   | 5.º   | 16.º  | 29.º  |       |    |    |
| Europeo en Ruta        | Europeo en Ruta        | —   | —    | —    | —     | 78.º  | 74.º  | 26.º  |       |    |    |
| Europeo Contrarreloj   | Europeo Contrarreloj   | —   | —    | —    | 4.º   | 1.º   | 2.º   | 12.º  |       |    |    |
| Suiza en Ruta          | Suiza en Ruta          | Ab. | 17.º | 15.º | 6.º   | —     | 26.º  | 3.º   | Ab.   |    |    |
| Suiza Contrarreloj     | Suiza Contrarreloj     | —   | —    | 3.º  | —     | —     | 1.º   | 2.º   | 2.º   |    |    |

| —: No participó | Ab: Abandono | X: Edición no celebrada |